# Åland Post
Åland Post AB (före 2016 Posten Åland) är ett postverk som finns på Åland. Åland Post blev ett självständigt postverk den 1 januari 1993 och den 1 januari 2009 blev Åland Post ett aktiebolag som ägs av Ålands landskapsregering.
Åland Post är ett logistikföretag med cirka 170 medarbetare med en omsättning år 2023 på 36,9 miljoner euro. Verksamheten drivs från huvudkontoret i Sviby, Jomala, utanför Mariehamn.
Företagets verksamhet är uppdelad i fyra affärsområden: Posttjänster, Logistik, Print och Distribution samt Axla Logistics, Åland Posts tredjepartslogistik riktad mot e-handelsföretag, lokaliserad i Vanda.

## Ålands frimärken
När de första åländska frimärken gavs ut 1 mars 1984 var det resultatet av en mångårig process som startade redan på 1950-talet i och med att Åland fick egen flagga 1954. Försöken intensifierades på 1970-talet efter att Färöarna fick egna frimärken, men ansökningarna som sändes till de postalt ansvariga myndigheterna i Helsingfors avslogs varje gång. Vändningen kom 1979 då ålänningarna vände sig till justitieministeriet och motiverade anhållan om egna frimärken med att de skulle vara en viktig symbol för självstyrelsen. Finlands dåvarande justitieminister Christoffer Taxell tog frågan vidare och 1982 godkände president Mauno Koivisto den åländska frimärksförordningen. Frimärkena gavs ut av post- och televerket i Finland och var endast giltiga på post som postades på Åland.
Från 1984 till 1992 stod Post och telestyrelsen i Finland för frimärksframtagningen, medan motiven togs fram i samarbete med Ålands landskapsstyrelse och dess frimärksdelegation. Stor vikt lades vid motivens anknytning till Ålands självstyrelse och historia. Den 1 januari 1993 trädde en ny självstyrelselag i kraft som gav Åland rätt att grunda ett eget postverk. Posten på Åland (sedan 2016 Åland Post) övertog då framtagningen och försäljningen av de åländska frimärkena.